# Mistrzostwa Azji w szachach
Mistrzostwa Azji w szachach – turnieje szachowe mające na celu wyłonienie mistrzów kontynentu azjatyckiego. Od 1998 r. są jednocześnie turniejami eliminacyjnymi, wyłaniającymi zawodniczki startujące w mistrzostwach świata oraz uczestników turniejów o Puchar Świata.
Dłuższą historię mają rozgrywki kobiet, które po raz pierwszy zorganizowane zostały w 1981 r., a pięć następnych – do 1996 roku. Formalnie pierwszymi oficjalnymi mistrzostwami były zawody z 1998 r. i od tej edycji liczona jest numeracja mistrzostw. Kolejne mistrzostwa rozgrywano w odstępach jednego roku, dwóch lub trzech lat (w zależności od tego, w których latach rozgrywane były turnieje o mistrzostwo świata). W 1998 r. mistrzynią Azji została Xu Yuhua, mistrzyni świata w latach 2006–2008.
Wśród mężczyzn mistrza Azji wyłoniono po raz pierwszy w 1998 r., a został nim późniejszy (2004–2005) mistrz świata FIDE, Rustam Kasimdjanov. Podobnie, jak w konkurencji kobiet, turnieje również nie odbywały się cyklicznie, w zależności od pucharowych turniejów o mistrzostwo świata, a aktualnie – Pucharów Świata.

## Lista medalistów
| Rok / Miasto     | Mężczyźni                                                               |
| ---------------- | ----------------------------------------------------------------------- |
| 1998 Teheran     | 1. Rustam Kasimdjanov 2. Dibyendu Barua 3. Đào Thiên Hải                |
| 2000 Udajpur     | 1. Xu Jun 2. Zhang Zhong 3. Peng Xiaomin                                |
| 2001 Kalkuta     | 1. Xu Jun 2. Saydali Yuldashev 3. Surya Ganguly                         |
| 2003 Doha        | 1. Krishnan Sasikiran 2. Ehsan Ghaem Maghami 3. Mohamad Al-Modiahki     |
| 2005 Hajdarabad  | 1. Zhang Zhong 2. Li Shilong 3. Darmen Sadwakasow                       |
| 2007 Cebu City   | 1. Zhang Pengxiang 2. Wang Hao 3. Abhijit Kunte                         |
| 2009 Subic Bay   | 1. Surya Ganguly 2. Zhou Weiqi 3. Yu Yangyi                             |
| 2010 Subic Bay   | 1. Ni Hua 2. Wesley So 3. Abhijeet Gupta                                |
| 2011 Meszhed     | 1. Pentala Harikrishna 2. Yu Yangyi 3. Nguyễn Ngọc Trường Sơn           |
| 2012 Ho Chi Minh | 1. Parimarjan Negi 2. Yu Yangyi 3. Saleh Salem                          |
| 2013 Pasay       | 1. Li Chao 2. Oliver Barbosa 3. Mark Paragua                            |
| 2014 Szardża     | 1. Yu Yangyi 2. Baskaran Adhiban 3. Ni Hua                              |
| 2015 Al-Ajn      | 1. Salem Saleh 2. Surya Ganguly 3. Panayappan Sethuraman                |
| 2016 Taszkent    | 1. Panayappan Sethuraman 2. Le Quang Liem 3. Wei Yi                     |
| 2017 Chengdu     | 1. Wang Hao 2. Bu Xiangzhi 3. Vidit Gujrathi                            |
| 2018 Makati      | 1. Wei Yi 2. Amin Tabatabaei 3. Le Quang Liem                           |
| 2019 Xingtai     | 1. Le Quang Liem 2. Murali Karthikeyan 3. Panayappan Sethuraman         |
| 2022 Nowe Delhi  | 1. Rameshbabu Praggnanandhaa 2. Harsha Bharathakoti 3. Adhiban Baskaran |
| 2023 Ałmaty      | 1. Shamsiddin Voxidov 2. Bardija Daneszwar 3. Aliszer Sulejmenow        |

| Rok / Miasto      | Kobiety                                                                  |
| ----------------- | ------------------------------------------------------------------------ |
| 1998 Kuala Lumpur | 1. Xu Yuhua 2. Eva Repková 3. Mechri Owezowa                             |
| 2000 Udajpur      | 1. Hoàng Thanh Trang 2. Qin Kanying 3. Rena Mamedova                     |
| 2001 Madras       | 1. Li Ruofan 2. Subbaraman Vijayalakshmi 3. Nisha Mohota                 |
| 2003 Kalkuta      | 1. Humpy Koneru 2. Dronavalli Harika 3. Hoàng Thanh Trang                |
| 2004 Bejrut       | 1. Wang Yu 2. Subbaraman Meenakshi 3. Ju Wenjun                          |
| 2007 Teheran      | 1. Tania Sachdev 2. Ruan Lufei 3. Nguyễn Thị Thanh An                    |
| 2009 Subic Bay    | 1. Zhang Xiaowen 2. Huang Qian 3. Ding Yixin                             |
| 2010 Subic Bay    | 1. Atusa Purkaszijan 2. Ding Yixin 3. Wang Yu                            |
| 2011 Meszhed      | 1. Dronavalli Harika 2. Phạm Lê Thảo Nguyên 3. Eesha Karavade            |
| 2012 Ho Chi Minh  | 1. Irene Kharisma Sukandar 2. Mary Ann Gomes 3. Tan Zhongyi              |
| 2013 Pasay        | 1. Huang Qian 2. Tan Zhongyi 3. Mary Ann Gomes                           |
| 2014 Szardża      | 1. Irene Kharisma Sukandar 2. Atusa Purkaszijan 3. Tan Zhongyi           |
| 2015 Al-Ajn       | 1. Mitra Hedżazipur 2. Shen Yang 3. Subbaraman Vijayalakshmi             |
| 2016 Taszkent     | 1. Bhakti Kulkarni 2. Dinara Säduakasowa 3. Swaminathan Soumya           |
| 2017 Chengdu      | 1. Võ Thị Kim Phụng 2. Gülyschan Nachbajewa 3. Rameshbabu Vaishali       |
| 2018 Makati       | 1. Padmini Rout 2. Gong Qianyun 3. Phạm Lê Thảo Nguyên                   |
| 2019 Xingtai      | 1. Dinara Säduakasowa 2. Irene Kharisma Sukandar 3. Törmönkhiin Mönkhzul |
| 2022 Nowe Delhi   | 1. P. V. Nandhidhaa 2. Nutakki Priyanka 3. Divya Deshmukh                |
| 2023 Ałmaty       | 1. Divya Deshmukh 2. Mary Ann Gomes 3. Batchujagijn Möngöntuul           |